# شهرستان مونروو (کنتاکی)
شهرستان مونروو، کنتاکی (به انگلیسی: Monroe County, Kentucky) یک سکونتگاه مسکونی در ایالات متحده آمریکا است که در کنتاکی واقع شده‌است.